# Ian Bowyer
Pour les articles homonymes, voir Bowyer.
Ian Bowyer né le 6 juin 1951 à Little Sutton, dans le Cheshire est un footballeur anglais qui jouait au poste de milieu de terrain avant de devenir entraîneur.

## Carrière de joueur

### Manchester City
Il commence sa carrière à Manchester City, jouant son premier match en équipe première à Newcastle United le 16 novembre 1968. City remporte la finale de la Coupe d'Angleterre 1968-1969 mais Bowyer ne participe pas à la finale. 
Il remplace Mike Summerbee lors de la finale de la Coupe de la Ligue anglaise en 1970, battant West Bromwich Albion 2 à 1. Un mois plus tard, il remplaçait Mike Doyle après 23 minutes lors de la finale de la Coupe des vainqueurs de coupe européenne 1970 contre Górnik Zabrze à Vienne. 
Son dernier match pour City a lieu le 1er mai 1971 contre Tottenham Hotspur. Au total, il a marqué 13 buts lors de ses 57 apparitions sous le maillot des Citizens.

### Leyton Orient
Il évolue de 1971 à 1973 à Leyton Orient. 

### Nottingham Forest
En 1973, Bowyer s'engage avec le Nottingham Forest, alors en deuxième division. Bowyer et Forest montent en première division à l'issue de la saison 1976-1977. 
Dès leur retour dans l'élite, Bowyer et Nottingham Forest sont sacrés champion d'Angleterre avec sept points d'avance sur Liverpool. La même saison, il remporte la finale de la Coupe de la Ligue anglaise contre ces mêmes Liverpuldiens. 
Forest conserve la Coupe de la Ligue la saison suivante après avoir battu Southampton 3–2; Bowyer est remplaçant mais ne rentre pas durant la finale. Après avoir éliminé Liverpool lors de la Coupe des clubs champions 1978-1979, Bowyer marque le but décisif en demi-finale retour contre le 1. FC Cologne. Bowyer joue la finale de la Coupe d'Europe contre Malmö, comme il l'avait fait la saison suivante contre le Hambourg SV.

### Sunderland
Il quitte Forest en janvier 1981 pour rejoindre Sunderland, débutant le 28 janvier 1981 contre Manchester United. 

### Retour à Nottingham Forest
L'année suivante, il retourne à Nottingham Forest, jouant plus de 200 matches de championnat, finissant avec un total de 564 matches joués sous le maillot de Forest, marquant 96 buts.

## Carrière d'entraîneur
Il rejoint Hereford United en tant qu'entraîneur-joueur en juillet 1987. Il mène Hereford à la victoire en Coupe du pays de Galles en 1990 avant de quitter le club. Il termine sa carrière de joueur à Grantham Town. 
En 1994, il devient directeur adjoint de Peter Shilton à Plymouth Argyle, avant de partir à Rotherham United jusqu'en septembre 1996. Il devient ensuite entraîneur à Birmingham City. 
Il revient à Forest en tant qu'entraîneur en 2002 et y reste trois ans. En 2006, il est nommé directeur adjoint de Paul Hart chez Rushden & Diamonds. Il est ensuite scout pour Portsmouth.

## Palmarès
Manchester City
- Coupe d'Angleterre : 1969 (ne joue pas la finale)
- Coupe de la Ligue anglaise : 1970
- Coupe d'Europe des vainqueurs de coupe : 1970

Nottingham Forest
- Coupe d'Europe des clubs champions : 1979, 1980
- Supercoupe de l'UEFA : 1979
- Championnat d'Angleterre : 1978
- Coupe de la Ligue anglaise : 1978, 1979
- Charity Shield : 1978
- Coupe anglo-écossaise : 1977